# Miquel Costa Llobera

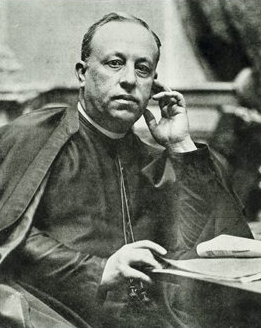
Miquel Costa Llobera

Miquel Costa Llobera (ur. 10 marca 1854 w Pollensie; zm. 16 października 1922 w Palmie) – hiszpański Czcigodny Sługa Boży Kościoła katolickiego, poeta i tłumacz, piszący w języku katalońskim i hiszpańskim.

## Życiorys
Urodził się w rodzinie posiadaczy ziemskich. Studiował prawo w Barcelonie i Madrycie, przerwał jednak studia przed uzyskaniem dyplomu. W 1883 r. zdecydował się zostać księdzem i rozpoczął studia na Uniwersytecie Gregoriańskim w Rzymie. W 1888 r. przyjął święcenia, a rok później otrzymał doktorat z teologii. Był kanonikiem katedry w Palma de Mallorca. Zmarł nagle, wygłaszając kazanie na cześć świętej Teresy z Ávili. W dniu 15 października 1982 roku rozpoczął się jego proces beatyfikacyjny. 19 stycznia 2023 papież Franciszek podpisał dekret o heroiczności jego cnót i od tej pory przysługuje mu tytuł Czcigodnego Sługi Bożego.
Tłumaczył dzieła Prudencjusza, Wergiliusza i Dantego. Jako poeta należał do tzw. szkoły majorkańskiej, grupy poetów zaangażowanych w odrodzenie języka katalońskiego, choć tworzył także w języku hiszpańskim. Brał udział w katalońskich turniejach językowych (Jocs Florals) i w 1902 r. otrzymał tytuł Mestre en Gai Saber, najwyższe wyróżnienie dla katalońskojęzycznego poety. Jego utwory cechują się harmonią i klarownością, z licznymi odwołaniami do tradycji klasycznej, m.in. do Horacego. W wielu poezjach skupia się na pejzażu i przyrodzie wybrzeży Morza Śródziemnego, przede wszystkim na takich ich elementach jak drzewo oliwne, sosna czy dąb korkowy.

## Dzieła
- Poesies (1885 i 1907)
- Líricas (1899) (w języku hiszpańskim)
- De l'agre de la terra (1897)
- Tradicions i fantasies (1903)
- Horacianes (1906)
- Visions de Palestina (1908)

## Hołd
W 1970 roku na górze Montjuïc w Barcelonie powstały ogrody Jardins Mossèn Costa i Llobera — ogród botaniczny dedykowany poecie.
Kilka szkół w Hiszpanii nosi jego imię: jedna w Barcelonie, inna w Pollença, kolejna w centrum Palma i następna w Marratxí.
3 lutego 2025 roku asteroid został nazwany jego imieniem: (397800) Costaillobera.